# Brian Lumley
Pour les articles homonymes, voir Lumley.
Œuvres principales
- Nécroscope

Brian Lumley, né le 2 décembre 1937 dans le comté de Durham en Angleterre et mort le 2 janvier 2024, est un écrivain de fantastique, spécialisé dans l'horreur.

## Biographie
Lumley sert 22 ans dans l'armée de terre britannique (dans la police militaire), consacrant son temps libre à l'écriture. En 1980, il prend sa retraite et devient écrivain professionnel. 
Lumley est d'abord connu pour ses œuvres liées au mythe de Cthulhu de Lovecraft, en particulier la série de romans centrée sur le personnage de Titus Crow. Une des caractéristiques originales du cycle de Titus Crow, par rapport aux œuvres classiques du mythe de Cthulhu, réside dans la résistance du personnage principal. Au lieu d'être une victime sans défense des créatures du mythe, Titus Crow tente de les combattre et réussit au moins à survivre.
Lumley a aussi écrit une série de romans, la Terre des rêves, prenant pour cadre le cycle onirique de Lovecraft.
Les œuvres plus récentes de Lumley se détachent de l'influence de Lovecraft, notamment dans la série Nécroscope et dans la série dérivée du monde des vampires. 

## Œuvres
Les œuvres de Brian Lumley ont été traduites de façon assez incomplète en français. Beaucoup de traductions sont épuisées. 

### SérieTitus Crow
Les cinq premiers romans du cycle ont été publiés par Albin Michel, alors que le sixième et dernier roman a été publié seulement dans les recueils mentionnés ci-dessous :
- Le Réveil de Cthulhu (The Burrowers Beneath, 1974) - Super-Fiction N°19
- La Fureur de Cthulhu (The Transition of Titus Crow, 1975) - Super-Fiction N°27
- Les Abominations de Cthulhu (The Clock of Dreams, 1978) - Super-Fiction N°34
- Le Démon du vent (Spawn of the Winds, 1978) - Super-Fiction N°40
- Les Lunes de Borée (In the Moons of Borea, 1979) - Super-Fiction N°45
- Elysia (Elysia, 1989)

L'ensemble du cycle a été édité sous forme de deux volumes (épuisés) chez Fleuve noir :
- L'Abominable Cthulhu (regroupe les trois premiers romans)
- L'Invincible Cthulhu (regroupe les trois derniers romans)

En 2014, les éditions Mnémos rééditent les six romans en un seul volume relié : La légende de Titus Crow

### SérieTerre des rêves
- Le Héros des rêves (Hero of Dreams, 1986)
- Le Vaisseau des rêves (Ship of dreams, 1986)
- La Lune des rêves (Mad moon of dreams, 1987)

L'intégrale des trois romans est réédité aux éditions Mnémos en 2015.

### SérieNécroscope
Ce cycle (dont seuls les trois premiers volumes sont à ce jour traduits en français) nous offre une vision originale du mythe du vampire, tout en plaçant l'histoire pendant la période de la guerre froide, une guerre froide dans laquelle les pouvoirs psychiques existent et sont utilisés par de nouveaux types d'espions dont leur don est leur arme maîtresse.
- Nécroscope Tome 1 [« Necroscope »]  (trad. de l'anglais), t. 1, Paris, Bragelonne, 12 mars 2009 (1re éd. 1986), 495 p. (ISBN 978-2-35294-277-1)
- Nécroscope Tome 2 : Wamphyri ! [« Necroscope II: Vamphyri! »]  (trad. de l'anglais), t. 2, Paris, Bragelonne, 22 juin 2009 (1re éd. 1988), 427 p. (ISBN 978-2-35294-310-5)
- Nécroscope Tome 3 : Les Origines [« Necroscope III: The Source »]  (trad. de l'anglais), t. 3, Paris, Bragelonne, 11 septembre 2009 (1re éd. 1989), 428 p. (ISBN 978-2-35294-334-1)
- Necroscope IV: Deadspeak
- Necroscope V: Deadspawn

### Romans indépendants
- L'Avant-poste des Grands Anciens (Néo fantastique n°178)
- Le Seigneur des vers (Néo fantastique N°195)
- Compartiment terreur (Néo fantastique N°216)